# 奧爾福德山
71°55′S 161°37′E / 71.917°S 161.617°E
奧爾福德山（英語：Mount Alford），是南極洲的山峰，位於維多利亞地的彭內爾海岸，海拔高度1,480米，美國地質調查局根據測量和該國海軍的空中照片繪入地圖，以該國研究隊的地質學家命名，現時由南極條約體系管理。